# Rolando Uríos
Rolando Uríos Fonseca (Bayamo, Cuba, 27 de enero de 1971) es un jugador español de balonmano, ya retirado del balonmano profesional, al menos de la ASOBAL. 
En 2022 regresó a la práctica del balonmano profesional, después de fichar por el Club Balonmano Alarcos Ciudad Real de la División de Honor Plata de Balonmano.

## Posición de juego
Jugaba en la demarcación de pivote. En la actualidad se encuentra retirado de la competición oficial]. Era considerado como uno de los mejores pivotes del mundo, en la faceta ofensiva. Era uno de los componentes de la selección nacional de balonmano de España.

## Palmarés

### Club
- Liga ASOBAL (2004, 2007, 2008, 2009)
- Copa del Rey (2003, 2008)
- Copa ASOBAL (2004, 2005, 2006, 2007, 2007-2008)
- Supercopa de España (2005, 2008)
- Copa de Europa (2006, 2008, 2009)
- Recopa de Europa (2002, 2003)
- Supercopa de Europa (2006, 2007, 2009)
- Liga húngara de balonmano (1998)

### Selección
- Medalla de Oro en los Juegos Panamericanos de 1989, 1991, 1993, 1995, 1998. (Representando a CUBA)
- Medalla de Oro en el Campeonato del Mundo de 2005. (Representando a ESPAÑA)
- Medalla de plata en el Campeonato de Europa de 2006. (Representando a ESPAÑA)

## Méritos y distinciones
- Seleccionado para formar parte del equipo del mundo en Catar.
- Mejor Pivote de Liga Asobal 2004-2005, 2005-2006, 2006-2007.
- Insignia de Plata del Club Rasoeiro Balonmano (2007) y Socio de Honor por sus méritos deportivos y participación en el I Campus Internacional Juán de Dios Román (O Grove)
- Comité Olímpico Español
- Distinción a los mejores deportistas locales en la V Gala del Deporte de Malagón.